# Andningsdepression
Andningsdepression är ett medicinskt tillstånd då andningscentrum i hjärnan delvis slås ut och individen i fråga förlorar förmågan att andas fullgott. 
Tillståndet betraktas allvarligt, och ofta föreligger stor risk för andningsstillestånd, vilket är direkt livshotande.

## Orsaker
Andningsdepression kan ha många orsaker, till de vanligaste hör:
- Allt för stort intag av alkohol, speciellt i kombination med vissa narkotika eller narkotikaklassade läkemedel (bland annat opiater, barbiturater, bensodiazepiner)[källa behövs]
- Överdosering av andra substanser som påverkar centrala nervsystemet, till exempel TCA
- Hårda slag mot huvudet i anknytning till en olycka

Tillståndet är en av de vanligaste direkta dödsorsakerna bland missbrukare. 
Då andningsdepressionen är orsakat av förgiftning/överdosering med till exempel opiater såsom morfin, kodein och fentanyl används injektioner med naloxon för att häva tillståndet.
Alkoholintag kombinerat med överanvändning av dextropropoxifen toppar statistiken av orsaker till andningsdepression.[källa behövs] Dextropropoxifen är dock sedan 2011 avregistrerat i Sverige och förskrivs inte längre.